# 金玉落としの谷
金玉落としの谷（きんたまおとしのたに）、または金玉落とし膝つき谷（きんたまおとしひざつきだに）は、静岡県菊川市の横地城跡にある谷。その名前から珍地名だとされることも多いが、後述するように「木の玉落とし」が訛ったものと考えられる。

## 概要
横地城は、中世に現在の菊川市域を治めた戦国武将・横地氏の山城であったが、1476年（文明8年）に駿河国の今川義忠に攻められ落城した。
谷の名は、かつて城主の横地氏が、二の丸から太鼓を合図にこの谷に向かって玉を落とし、下方の「膝つき谷」にて膝をついて待機していた城兵が一斉に玉を捜索しながら谷を登り、見つけた者には褒賞が与えられた、という山岳戦訓練を行っていたことに由来するという。「金玉」は「木の玉」の転訛ではないかとの仮説もあるが、いわゆる珍地名の一つといえる。
この伝承の山岳訓練を模したイベントが横地城跡桜まつりの中で毎年行われている。イベントは横地城跡にて行われ、金色のボールが二ノ丸跡から落とされ、子供たちが崖下にて取り合う。